# 加德士

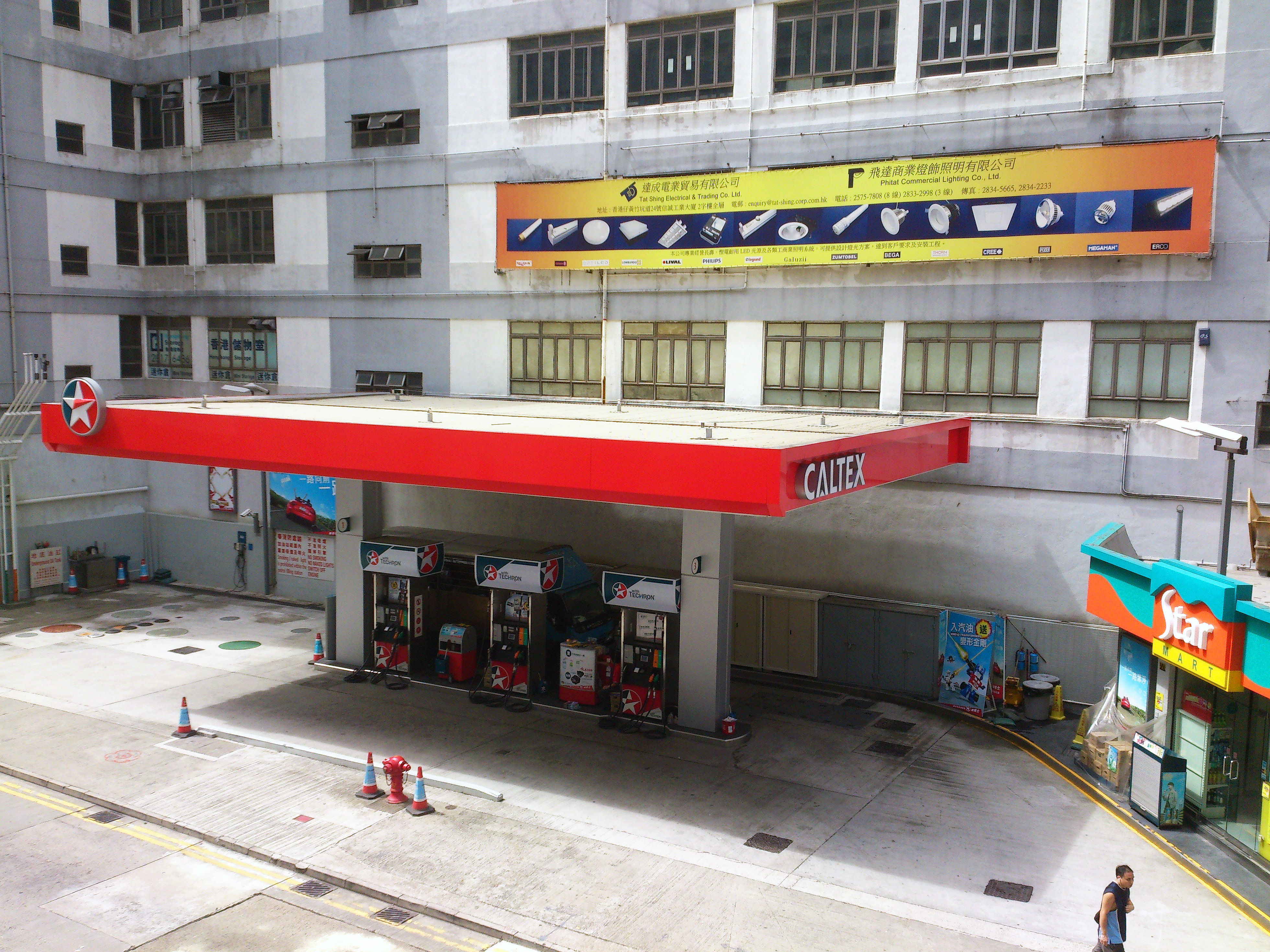
香港一個加德士油站

加德士公司為雪佛龍旗下的一個燃油產品品牌。前身是1936年成立的加利福尼亞得克薩斯石油公司（California Texas Oil Company）。

## 歷史

### 1930年代
1936年6月30日，雪佛龍的前身加利福尼亞標準石油公司總裁堅尼夫·京士貝利、德士古前身的德薩斯公司主席托基德·雷伯等人共同商談合作開發美國以外的油產品市場，並合組成加利福尼亞德薩斯石油有限公司。
新公司股權兩人各佔一半，德薩斯公司提供了非洲、亞洲及澳洲的行銷網絡，加州標準石油公司則提供了中東的原油。並成為加利福尼亞標準石油公司轄下的巴林石油公司的附屬公司。
新公司成立後，旋即取得德薩斯公司在澳洲、南非、菲律賓、印度及中國的銷售公司擁有權。並透過這些附屬公司，使業務擴展至紐西蘭及其他十個非洲國家取得不少於16%的市場佔有率，成立首年總收入高達480萬元，同年授權巴拿馬的巴爾博亞運輸公司代為管理加德士名下第一艘油輪 ──「中國號」。
到了1938年，其業務已伸展到錫蘭和埃及。最初，加德士透過油田「巴油一號」於巴林的煉油廠，每日提煉出來的22,500桶石油產品，此外該廠並替其姊妹公司——加利福尼亞阿拉伯標準石油公司提煉在沙地阿拉伯達曼油田開採出來的原油。到1939年煉油廠的產量已增至每日31,500桶。

### 1940年代
戰後，應盟軍的委託，煉油量更提升至每日115,000桶。
1947年，收購德薩斯公司在歐洲九國煉油業務及行銷網絡，並在荷蘭、西班牙、德國及意大利興建新的煉油設施。
戰後因應蘇彝士以東不斷增長的市場需求，巴林的煉油廠及加州阿拉伯標準石油轄下位於沙特阿拉伯的拉斯坦努拉煉油廠於1948年每日產量已達十五萬桶及27000桶，同時向美國的戰時艦隊額外購入40艘T-2運油輪，運送油品，其後，加德士成立海外油船股份公司（OTC），負責管理各地運油業務，除了維修以外以無間斷方式往來不同水域運往東方。到1958年，加德士的船隊成為全球第五大運輸船隊。1960年代，船隊一直維持在120艘以上，當中一半由公司持有，另一半以授權方式經營。
1949年，加德士進軍日本，以各佔一半的合營公司發展。

### 1950年代
1950年，收購麻里布與大阪煉油廠的母公司興亞石油株式會社。
1951年，與日本石油公司合作，籌組日本石油煉製有限公司。該公司於1951年收購下松煉油廠與橫濱煉油廠，並隨即擴充規模。此外，與東京油輪公司經營運油業務，並在十年內先後購置東京油輪公司旗下第一艘油輪──載重量32,000噸的「日光丸」，以及當時全球最大油輪 ── 載重量十五萬噸的「東京丸」。
1950年代相繼在菲律賓、澳洲及印度開設煉油廠，當中在西澳展開勘探工程。並在1954年10月在菲律賓佔地達300畝的八打雁煉油廠完工投產，由1952年至1966年間，開設了近20所新的煉油廠。當中在德國的廠房以新技術，用於生產高辛烷值汽油及飛機燃料。1956年在澳洲的廠房因應太平洋印度尼西亞米納斯油田及杜里油田持續增長的產量，加強在加工及分銷方面的效率。

### 1960年代
1966年初，加德士煉油業務急速增長，當中日本市場已購入1,100萬桶石油產品。其他市場如澳洲、紐西蘭及南非，自1952年起以加德士之名推出產品後，銷量一直穩步增長。自蘇彝士以東的國家及地區，市場佔有率由第二次世界大戰的期間的10%大幅攀升至1950年代初的30%。終觀1960年代，加德士的業務已拓展至70多個國家及地區。1967年，因德薩斯公司收購千里達租賃權益有限公司持有之 Regent Oil Co. Ltd 50%權益。而 Regent Oil Co. Ltd 是千里達與加德士共同擁有的英國經銷商，並使加州標準石油與德薩斯公司從加德士抽走所有歐洲資產導致加德士專注蘇彝士以東的發展。

### 1970至80年代
加德士的業務在第四個十年增長持續，1968年至1972年間，加德士無論在產品銷量、原油應用、煉油運作及營業收益方面，不斷刷新紀錄。當中在1970年在日本的營業額佔全球銷售三分之一。其他地區如印度、菲律賓、南非、台灣及南韓亦有理想的營業額。
繼戰後的日本，加德士於韓戰後，進軍南韓市場，與樂喜金星化工集團合資成立韓國湖南煉製有限公司於1968年在全羅南道麗水市興建了全國第二所煉油廠，並與韓國湖南石油向當地政府提供貸款，修建一條23公里長的公路連接麗水市與仁川市的泵站，煉油廠建成後是加德士最大的煉油廠每日產量更由最初76,000桶，逐步增至1977年的35萬桶，加德士並與韓國湖南石油，組成龐大的銷售網絡，經營200個加油站，在南韓穩佔30%市場佔有率。
由於「加德士」一名太過深入民心。因此，自1968年1月1日起，公司的名稱由加利福尼亞德薩斯石油公司，正式改為加德士石油股份有限公司。主席李尼在宣佈這個消息時說：「採用新的公司名稱，是要對這個歷史悠久、遍佈東半球60多個國家而又廣為大眾接受的加德士商標，予以肯定。」
踏入1970年代在巴林及沙地阿拉伯的油源被當局全面國有化及阿拉伯實施石油禁運，雖然在1952年成立的美國海外石油公司曾發現多個油田，但不足填補供應差額。同時加德士擴建南韓、南非及澳洲的煉油廠，並於新加坡合資形式經營日產量七萬桶的帛琉萬里望煉油廠，佔當中30%權益。至1980年，加德士已擁有17所煉油廠，每日產量約104萬桶。
1980年代加德士加強油品零售業務，1981年，加德士購入金羊毛石油旗下1,100間零售店，成為澳洲第二大石油產品經銷商。此外與一間美資的零售及庫存公司簽訂合資協議，在澳洲以特許經營，營運自助油站附設的連鎖便利店，同年在墨爾本開設首間便利店。1982年收購泰國高峰石油公司（Summit Oil Co.）旗下120間分銷站，翌年購入美孚石油於菲律賓業務，使加德士在當地再添500個零售點，同年在中國的經濟特區設立八個合資經營加油站。此外，因應紐西蘭政府法例要求，加德士在紐西蘭北島發展零售業務，提供汽車用的壓縮天然氣，繼1968年更改公司名稱後，於1980年代更改商標及油站和油車用色。

### 1990年代至現在
1990年代加德士不斷提升煉油產量拓展新市場，並在1996年把總部由達拉斯遷到新加坡。當時加德士在55個國家及地區經營業務，並佔有18%市場佔有率。由於太平洋沿岸國家對油品需求強勁，加德士在1990年起擴充旗下14所煉油廠的設備，當中在1996年投產的泰國瑪達普的星徽煉油廠每日產量達十三萬桶，同時在南韓蓼川的煉油廠改為生產高增值的石化產品，新加坡的出口煉油廠因加裝殘油流體裂解設備，使每日產量提升六萬桶，在零售方面則在澳洲、馬來西亞、新西蘭、菲律賓、南非及泰國增加及翻新銷售點。
1990年代末加德士在中國、越南、印尼及印度等發展中國家亦得到理想發展，在中國加德士經營50多個加油站，在天津擁有一間潤滑油調製廠，並以合資方式經營液化石油氣，至2000年再在汕頭開設第二所液化石油氣廠，2005年中信資源以4500萬美元收購旗下加德士華南50.5%股權。自1993年再次進入印度市場後，專攻液化石油氣市場，並於1999年成為印度南部四個州最大的供應商。在越南主要透過700多個銷售點出售電單車用潤滑油及各類潤滑油與柏油市場，透過越南再開拓寮國及柬埔寨市場。
當東南亞業務迅速增長同時，早年開發的日本市場因經濟泡沬爆破後亦開始萎縮，1995年加德士同意把日本石油煉製有限公司的五成股權，包括當地兩所煉油廠，售予日本石油公司。出售後，加德士與日本石油公司只在貿易和物流，以及燃料庫、航空燃油及潤滑油的行銷方面合作。同年，加德士與Ampol合併，成為澳洲最大的綜合性煉油及經銷公司。
2001年，加德士因雪佛龍與德士古合併成為雪佛龍德士古股份有限公司旗下公司，至2005年雪佛龍德士古公司易名雪佛龍公司。
2015年3月28日雪佛龍（NYSE:CVX）以約36億美元（約279億港元）向機構投資人出售所持加德士澳洲（Caltex Australia ASX:CTX）（1.35億股）50%的股權。

## 子公司
其子公司加德士澳大利亞（Caltex Australia）由加德士和 Ampol 於1995年合併而來。加德士和 Ampol 在20世紀50年代和60年代分別開設了煉油廠，並在當時成為石油產品營銷行業中的競爭對手。隨後，Ampol 收購了道達爾，加德士收購了 Golden Fleece。最終，兩家公司在1995年合併，發展成為澳大利亞最大的煉油商和營銷商。
加德士澳大利亞的業務包括提煉，進口和銷售燃料和潤滑油，佔澳大利亞運輸燃料市場的三分之一。公司獨立運營，總部設立在悉尼，其業務由澳大利亞的管理層和董事會運營和決策，本地員工約3500名，並於1980年在澳交所上市。
2017財年的公司全年稅後利潤約6.19億澳元，息稅前供應和營銷收益約7.33億澳元，國內運輸燃料量約為162億升。
截至2018年1月，加德士澳大利亞市值約68.75億澳元。

## 外部連結
- Chevron（页面存档备份，存于）
- Texaco（页面存档备份，存于）
- Caltex（页面存档备份，存于）